# Tsuneyasu Miyamoto
Tsuneyasu Miyamoto (Prefectura d'Osaka, 7 de febrer de 1977) és un futbolista japonès que disputà 71 partits amb la selecció japonesa.